# Patricio Zambrano
Patricio Zambrano Restrepo  (Quito, 25 de agosto de 1969) es un político ecuatoriano que ha sido Presidente Nacional del Partido Socialista Ecuatoriano, también ejerció el cargo de Ministro de defensa desde el 15 de septiembre de 2017 hasta el 27 de abril de 2018.

## Biografía
Patricio Zambrano Restrepo nació en un hogar de clase media en la ciudad de Quito. Su padre es el Dr. Carlos Zambrano Naudín, nacido en Chone, provincia de Manabí. Su madre es la señora Tulia Restrepo Guzmán, nacida en Loja.
Está casado con Florence Baillon, doctora en Literatura de origen francés y tienen dos hijos en común: Mateo y Salomé.

### Formación académica
Realizó sus estudios de Sociología en la Université de Paris VIII, donde obtuvo el título de Licenciado. En la Universidad Andina Simón Bolívar alcanzó su título de Magíster en Relaciones Internacionales. Tiene también un diplomado en Políticas Públicas e Integración del Instituto de Altos Estudios para la Integración y el Desarrollo de Bogotá, Colombia.

### Carrera política
Se desempeñó como representante de Rafael Correa, ante el Consejo de Regulación y Desarrollo de la Información y Comunicación, CORDICOM.
Se ha desempeñado como Secretario Ejecutivo de la Red de Intelectuales y Artistas y Movimientos Sociales en Defensa de la Humanidad, Red EDH Capítulo Ecuador; Representante personal del Presidente de la República del Ecuador ante el Directorio de la Agencia de Garantía de Depósitos, Miembro del Fideicomiso de Liquidación de la Agencia de Garantía de Depósitos, Miembro del Directorio de Transnexa, Presidente Ejecutivo de la Unidad de Desarrollo Norte – UDENOR, Presidente y miembro del Directorio de Andinatel S.A., Coordinador Principal del Programa Audiovisual de Unión Latina (París), Encargado de Misión por América Latina de TV France International, Coordinador Audiovisual del Festival Internacional de Biarritz (Francia).
Fue nombrado ministro de defensa del gabinete del presidente de Lenín Moreno, en el decreto Número 159, el 18 de abril de 2017, hasta que se informó su renuncia el 27 de abril de 2018.
Ha participado como expositor, orador, panelista principal en Congresos, Seminarios y Conferencias a nivel nacional como internacional.

## Publicaciones
Ha realizado las siguientes publicaciones:
- “Análisis sobre el proceso de Integración Andina, Líneas de Acción del Parlamento Andino”, La Huella 2013.

- Columnista invitado de Diario El Telégrafo.

- “Fronteras otras Realidades”, Ecuaoffset, Quito, julio de 2007.

- “Migration Carrefout de Cultures”, CopyDifusion, París, mayo de 1999.

- “Anuario del Audiovisual Latino”, UNESCO, Unión Latina, diciembre de 1999.

- “La Misión de TVFI en Colombia, Ecuador y Perú, Ecran Total N° 227, mayo de 1998.

- “Un nuevo Pacto”, TV France International, abril de 1998.